# Friedrich-Ebert-Gymnasium (Hamburg)
Das Friedrich-Ebert-Gymnasium (auch kurz: FEG) ist die zweitälteste Schule im heutigen Gebiet von Hamburg (nach dem Johanneum) und liegt im Stadtteil Heimfeld im Bezirk Harburg. Das Gymnasium wird von rund 940 Schülern besucht, die gegenwärtig von ungefähr 90 Lehrkräften unterrichtet werden.

## Geschichte
Die Ursprünge des heutigen Friedrich-Ebert-Gymnasiums liegen in einer 1628 gegründeten fürstlichen Lateinschule. Im 19. Jahrhundert wurde daraus zunächst ein Progymnasium, später eine höhere Bürgerschule, ab 1870 ein Realgymnasium mit angeschlossener Realschule (ab 1879 Oberrealschule). Mit dem Einzug in den heutigen Gebäudekomplex wurde das Realgymnasium nach dem 1929 verstorbenen Reichskanzler Gustav Stresemann und die Oberrealschule nach dem liberalen Pädagogen Georg Kerschensteiner benannt. Beide Benennungen wurden nach der Machtübernahme der Nationalsozialisten 1933 wieder zurückgenommen, ab 1937 firmierten beide Schulen als Oberschule für Jungen, ab 1959 Gymnasium für Jungen Harburg. 1968 wurde das Gymnasium nach dem ersten deutschen Reichspräsidenten Friedrich Ebert benannt; etwa zur gleichen Zeit wurde die Koedukation eingeführt.
Bis 2011 hatte die Schule einen altsprachlichen Zweig mit Latein als erster Sprache, Englisch wurde parallel unterrichtet und Altgriechisch war dritte Fremdsprache. In Klassenstufe zehn war bis 2009 zusätzlich Russisch im Wahlbereich im Angebot.

## Gebäude
Die Schule ist seit 1929/30 in einem dreiteiligen Backstein-Komplex untergebracht, der auf Initiative des damaligen SPD-Oberbürgermeisters Walter Dudek vom Hochbauamt der Stadt Harburg-Wilhelmsburg errichtet wurde. Der Entwurf im Stil des Neuen Bauens stammt von Nicolas van Taack-Takranen, die Fertigstellung leitete Otto Kleeberg.

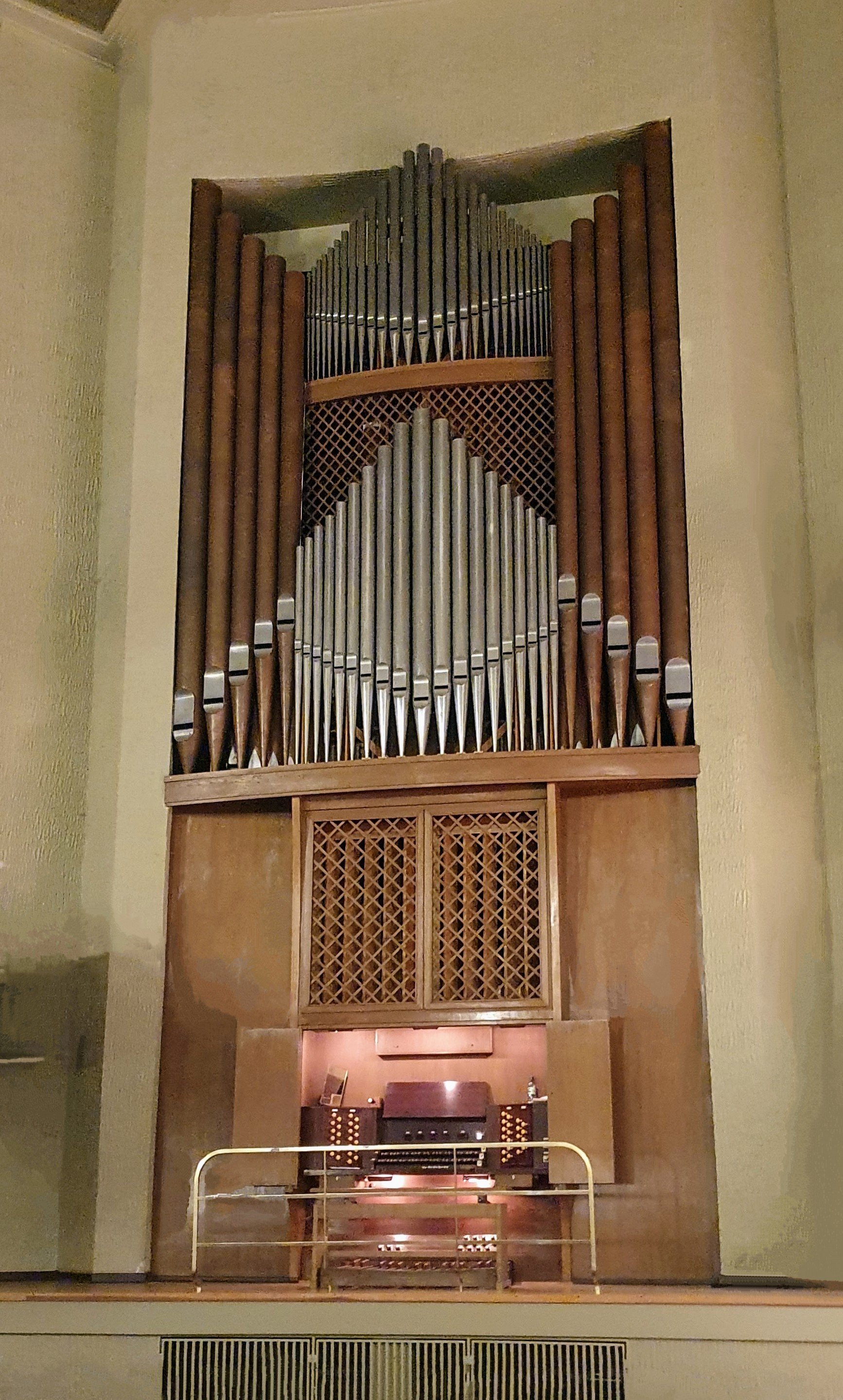
Beckerath-Orgel von 1951

Die dreiteilige Anlage besteht aus einem von zwei Flügelbauten flankierten Mittelbau, der Friedrich-Ebert-Halle, die einerseits als Schulaula dient und andererseits als Stadthalle für öffentliche Konzerte und andere Veranstaltungen genutzt wird und über 1100 Plätze verfügt. Hier ist auch eine große Orgel vorhanden – ein Frühwerk der ortsansässigen Firma Beckerath von 1951. Das Instrument verfügt über 43 Register, verteilt auf drei Manuale und Pedal. Im Keller der Halle spielten am 22. und 23. Juni 1961 die Beatles mit Tony Sheridan ihre erste Aufnahme für eine Schallplatte ein (My Bonnie, Cry For A Shadow (ohne Sheridan)), woran bis vor einigen Jahren eine Gedenktafel im Eingangsbereich erinnerte. Auch wurden in den 1960er Jahren viele Fernsehshows von Peter Frankenfeld aus der Friedrich-Ebert-Halle gesendet. Außerdem nutzte die Deutsche Grammophon den Saal für diverse Klassikproduktionen.

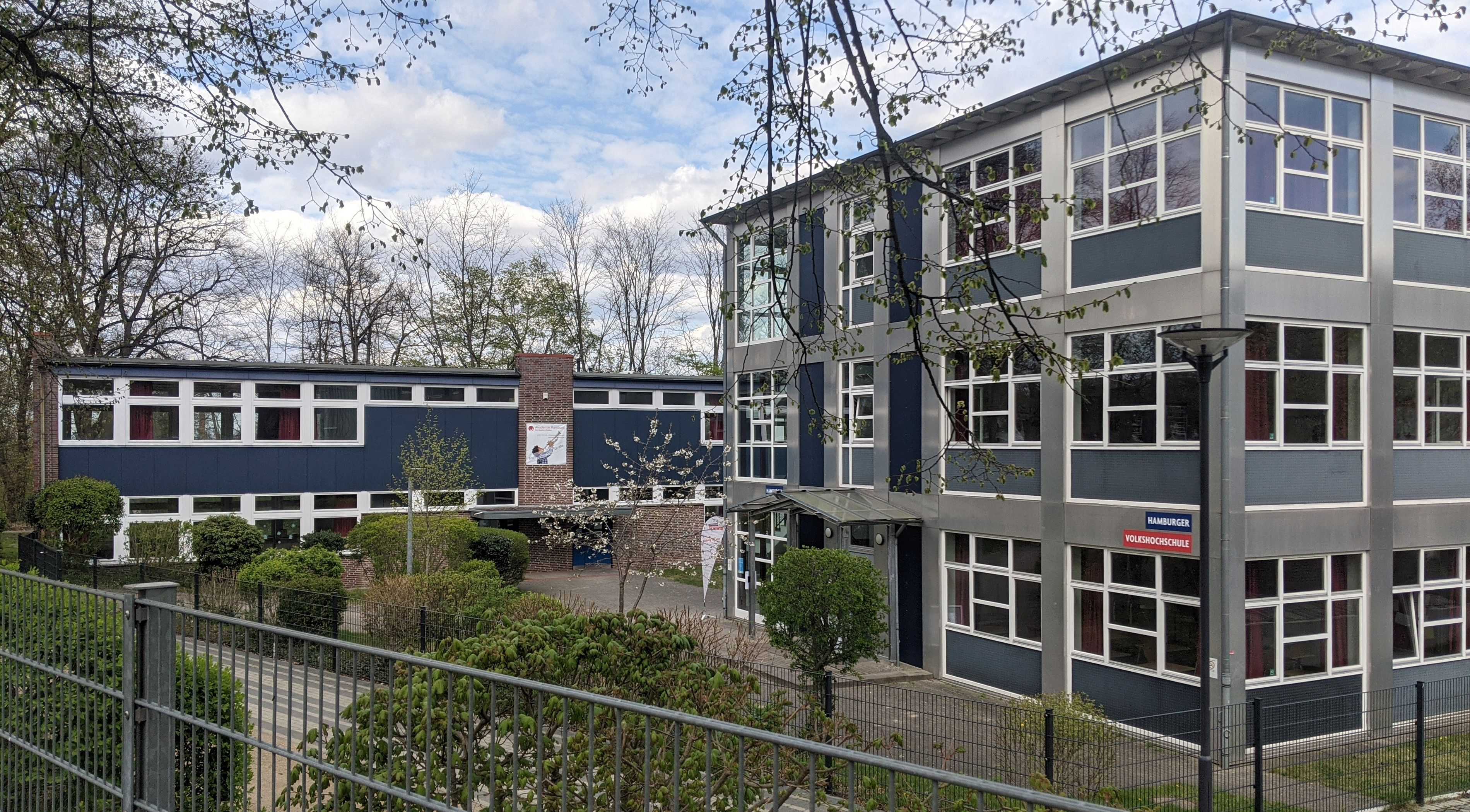
Ehemalige Erweiterungsbauten an der Bissingstraße, heute von der Hamburger Volkshochschule genutzt

Die zwei Flügelbauten beherbergten ursprünglich die damals noch getrennten Anstalten Realgymnasium und Oberrealschule. Der Südostflügel wurde nach dem Zweiten Weltkrieg lange Zeit von der Staatlichen Schule Sozialpädagogik Harburg genutzt. Seit dem Auszug dieser Schule nutzt das FEG beide Flügel.
Die Gebäude stehen seit 1973 unter Denkmalschutz. 2002 wurde die Anlage durch zwei Pavillons (genannt „Der kleine Friedrich“ und „Der blaue Friedrich“) erweitert, die für die Oberstufe genutzt wird. 2018 wurde eine neue Einfeldhalle eingeweiht.

## Unterrichtsangebot
Seit der Einstellung des altsprachlichen Zweigs 2011 bietet das Gymnasium Englisch als erste, Französisch, Latein oder Spanisch als zweite Fremdsprache und Griechisch und Russisch als dritte Fremdsprache an. Besonderen Wert wird auf MINT-Fächer gelegt.
Im Musikzweig wird zusätzlich zum neusprachlichen Angebot verstärkt Musik unterrichtet. Jede Klasse des Musikzweigs bildet ein eigenes Klassenorchester.

## Partnerschulen
Partnerschulen mit Schüleraustausch gibt es in Spanien, Israel, Polen, Mexiko, Großbritannien, Frankreich und den USA (im Rahmen des German American Partnership Program).

## Lehrer
- Jacob Struve (1755–1841) war von 1780 bis 1783 Konrektor
- Volker Rühe (* 1942), 1970–1976 bis zu seiner Wahl in den deutschen Bundestag für die CDU

## Alumni
- Heiner Dunckel (* 1954), Hochschullehrer, Politiker
- Karl-Heinz Ehlers (* 1942), Politiker, Pädagoge und Manager
- Otto Ehrenfried Ehlers (1855–1895), Schriftsteller
- Werner Elert (1885–1954), Theologe
- Wolfgang Hahn (* 1948), Journalist
- Frank Pinkus (1959–2021), Lehrer, Dramaturg, Schauspieler, Autor
- Mechthild Reinders (* 1959), Schauspielerin
- Volker Rühe (* 1942), Politiker
- Manuel Sarrazin (* 1982), Politiker
- Kurt-Victor Selge (1933–2022), Theologe
- Ann Sophie (* 1990), Sängerin
- Birgit Stöver (* 1970), Politikerin
- André Trepoll (* 1977), Politiker
- Jasper Vogt (* 1945), Schauspieler
- Linda Zervakis (* 1975), Journalistin